# Santa Giustina in Colle
Santa Giustina in Colle is een gemeente in de Italiaanse provincie Padua (regio Veneto) en telt 6823 inwoners (31-12-2004). De oppervlakte bedraagt 17,9 km², de bevolkingsdichtheid is 381 inwoners per km².
De volgende frazioni maken deel uit van de gemeente: Fratte.

## Demografie
Santa Giustina in Colle telt ongeveer 2197 huishoudens. Het aantal inwoners steeg in de periode 1991-2001 met 10,2% volgens cijfers uit de tienjaarlijkse volkstellingen van ISTAT.
| Jaar | Inwoneraantal |
| ---- | ------------- |
| 1991 | 5804          |
| 2001 | 6397          |

## Geografie
Santa Giustina in Colle grenst aan de volgende gemeenten: Campo San Martino, Camposampiero, Castelfranco Veneto (TV), Loreggia, San Giorgio delle Pertiche, San Martino di Lupari, Villa del Conte.